# Matthias Walz

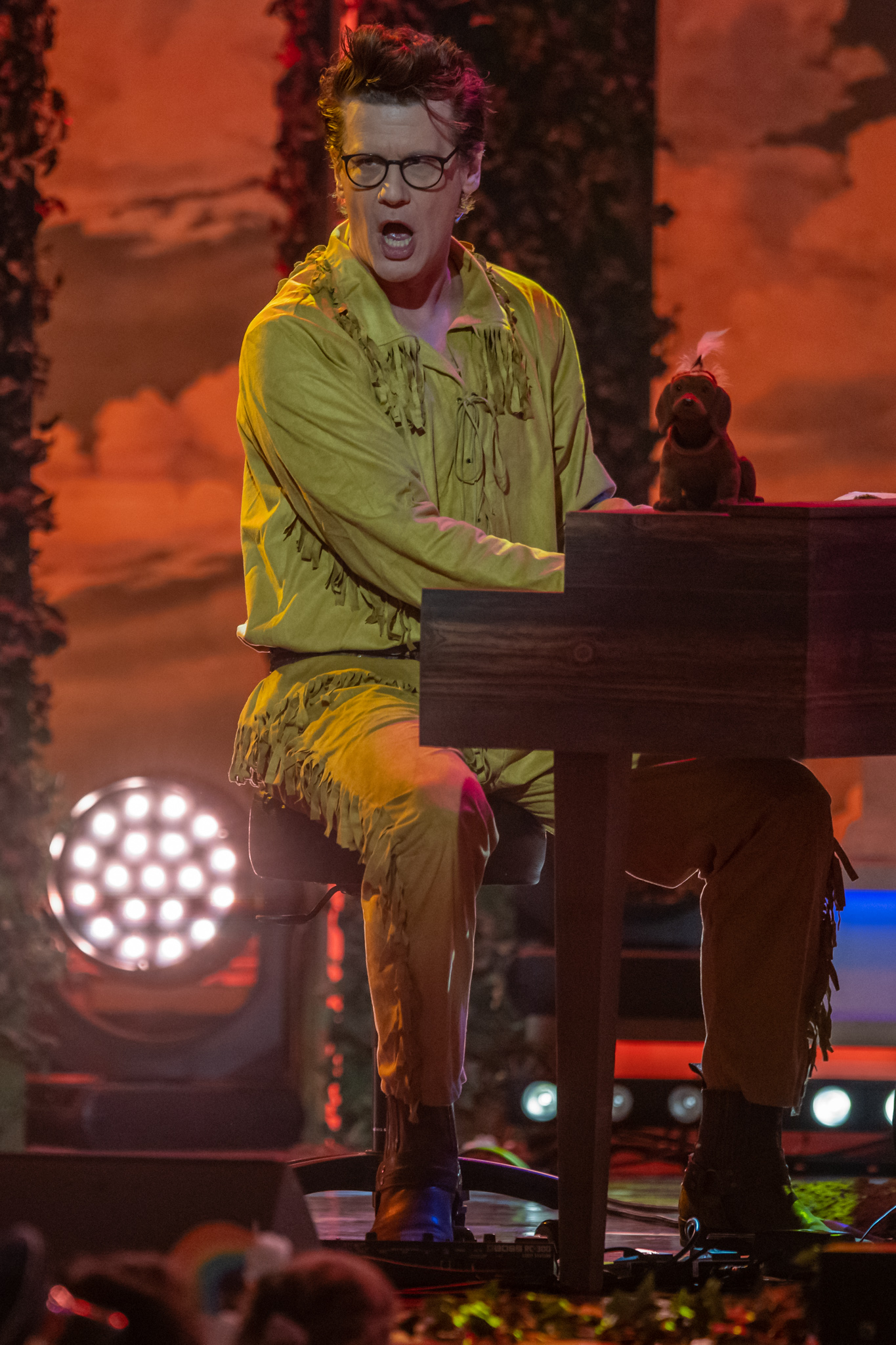
Matthias Walz bei Fastnacht in Franken 2023

Matthias Walz (* 1976/1977) ist ein deutscher Informatiker, Musikkabarettist und Karnevalist.
Walz stammt aus Karlstadt am Main. Er studierte Informatik und Physik. Er lernte in seiner Jugend Akkordeon und spielte in mehreren Bands. 2011 machte er in der BR-Sendung „Franken sucht den Supernarr“ mit. Sein Auftritt wurde aber herausgeschnitten, da dieser durch eine vorweggenommene Pointe nicht lustig war. Bernhard Schlereth machte ihm stattdessen das Angebot für einen Auftritt bei der Närrischen Weinprobe. Seit 2013 ist er Einzeldarsteller bei Fastnacht in Franken und gehört mittlerweile zu den Stars der Sendung. 2022 erhielt er den Narrenbrunnenpreis in Ettlingen. 2024 wurde er mit dem Goldenen Trichter ausgezeichnet.
Walz ist Vater von zwei Kindern.